# Río Orizaba

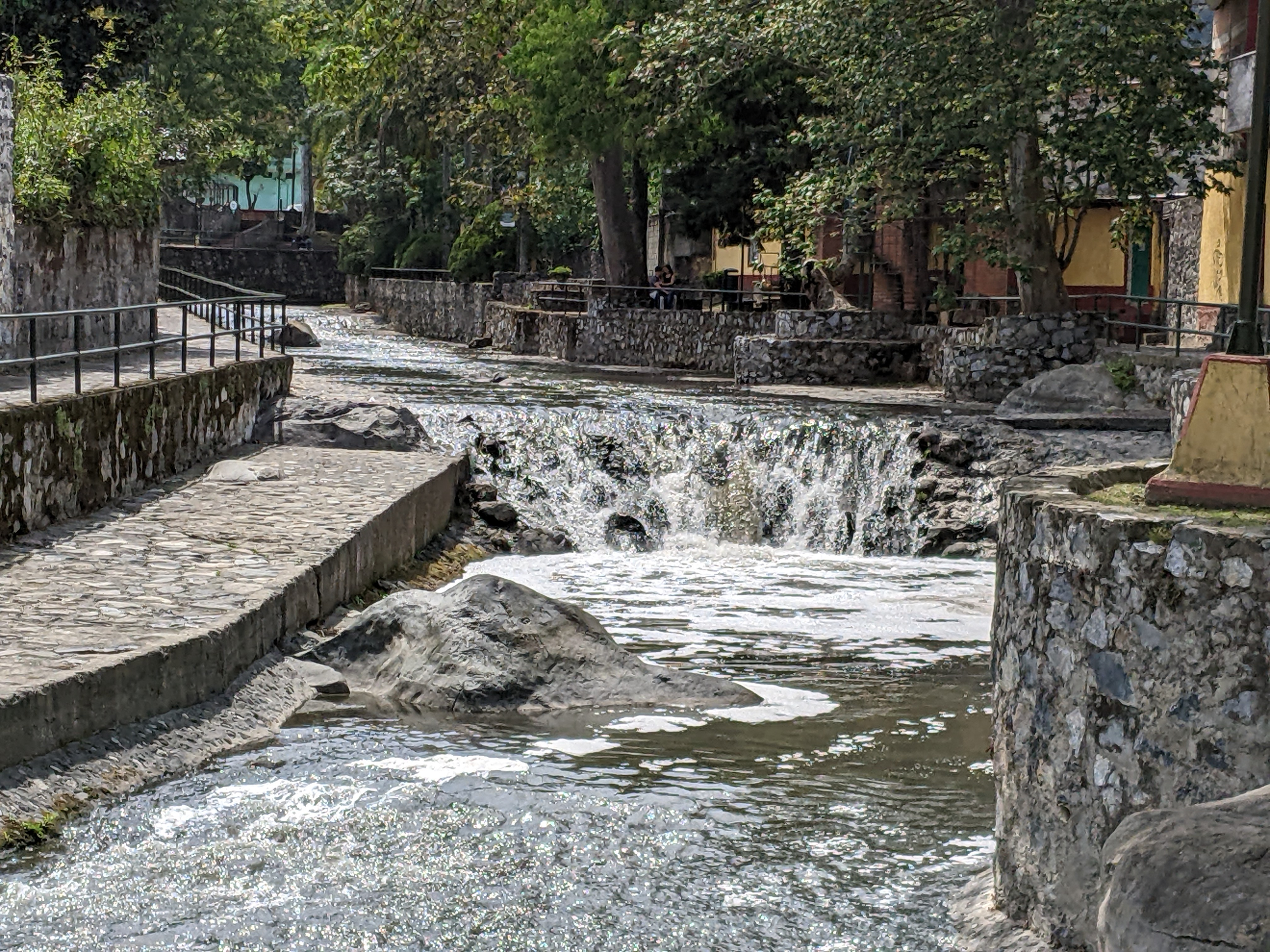
Wasserfall im Río Orizaba

Der Río Orizaba ist ein Fluss, der durch die Stadt Orizaba im mexikanischen Bundesstaat Veracruz fließt. Er ist ein Nebenfluss des Río Blanco, der das südliche Orizaba durchquert.

## Der Flusslauf
Der Río Orizaba entspringt einer kleinen Quelle namens Ojo de Venado am Fuße des Citlaltépetl. Er fließt teilweise unterirdisch und vereinigt sich mit einigen kleinen Wasserläufen, die auf beiden Seiten seines Laufes hervorkommen. Westlich der Calle Madero durchquert er die Stadt Orizaba von Norden nach Süden und mündet bei La Junta in den Río Blanco.

## Brücken
Um das westliche Stadtgebiet mit dem östlich gelegenen Stadtgebiet zu verbinden, wurden eine Reihe von Brücken errichtet, die der Stadt Orizaba ihren Spitznamen La señora de los puentes (dt. Die Frau der Brücken) gaben. Zwei der ältesten und bekanntesten Brücken sind die Puente La borda, die die Hauptverkehrsader Avenida Poniente 7 über den Fluss führt, und die bereits 1838 erbaute Puente La beneficencia.

## Tiergehege
Um das Flussgebiet, die Stadt und die Region noch attraktiver für den Tourismus zu machen, wurden in der Flussregion Tiergehege angesiedelt, in denen unter anderem Affen, Jaguare, Rehe und Waschbären beheimatet sind. Ende Mai 2013 wurde das Areal um ein Reptiliengehege erweitert.

## Unwetter
Obwohl die meisten Wohngebiete der Stadt deutlich oberhalb des Flusslevels liegen, kommt es bei kräftigen Regenschauern gelegentlich zu Überschwemmungen, die die tiefer gelegenen Stadtgebiete (wie vor allem die Avenida Poniente 18) in Mitleidenschaft ziehen.